# Misschien (Mensa & Saaff)
Misschien is een lied van de Nederlandse rappers Mensa en Saaff. Het werd in 2022 als single uitgebracht.

## Achtergrond
Misschien is geschreven door Jethro Lobo, Nerch Frimpong, Rino Sambo en Thomas Blond en geproduceerd door Rino. Het is een nummer dat past in het genre nederhop. In het lied rappen de artiesten over hoe ze mogelijk met een meisje naar huis gaan en andere dingen die ze op een avond doen. Het is niet de eerste keer dat de twee rappers met elkaar samenwerken. Dit deden zij eerder al op Hoe niet? in 2021.

## Hitnoteringen
De artiesten hadden bescheiden succes met het lied in Nederland. Het kwam tot de 88e plaats van de Single Top 100 in de twee weken dat het in deze hitlijst te vinden was. De Top 40 en haar Tipparade werden niet bereikt.